# Deserto de Saryesik-Atyrau
O Deserto de Saryesk-Atyrau se estende por 400 km ao sul do Lago Balkhash, no leste do Cazaquistão. É um deserto de areia, ecologicamente saudável com pouca erosão. Há numerosos lagos e lagoas, bem como pastagens, que suportam uma considerável vida animal na região.